# Francis Fox Tuckett

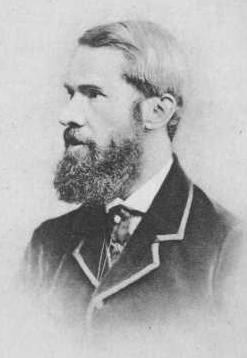
Francis Fox Tuckett 1868

Francis Fox Tuckett (* 10. Februar 1834 in Frenchay bei Bristol; † 20. Juni 1913 ebenda) war ein englischer Alpinist, der vor allem durch viele Erstbesteigungen in den Alpen bekannt wurde.

## Leben
Tuckett wurde 1834 in Frenchay in der Nähe von Bristol geboren. Sein Vater, Francis Tuckett of Frenchay (1802–1868), war ein Weltreisender, Lederhändler, Gartenkünstler, Sozialreformer, Philanthrop und Quäker. Seine Mutter Mariana (1807–1863) war Mitglied der einflussreichen Familie Fox aus Falmouth (Cornwall), Tochter des Geschäftsmannes Robert Were Fox the Elder (1754–1818). und Schwester des Geologen und Naturphilosophen Robert Were Fox the Younger (1789–1877) Francis Fox war das älteste von fünf Kindern und einziger Sohn des Ehepaares. Tuckett trat ins Geschäft seines Vaters ein und war als Hobbylandwirt und Antiquar tätig. Als solcher war er im Clifton Antiquarian Club aktiv und publizierte unter anderem über norwegische Kirchen und Ägyptologie. Für seine alpinistischen Unternehmungen nahm er sich etwa zwei bis drei Monate Urlaub pro Jahr. Tuckett war Fellow der Royal Geographical Society und British Association for the Advancement of Science und stets wissenschaftlich aktiv. Seine Sammlungen sind heute im Pitt Rivers Museum zu finden. 1865 verlieh ihm König Viktor Emanuel II. von Italien den Ritterorden der hl. Mauritius und Lazarus für seine Verdienste um die Erforschung der Dolomiten.
Von 1866 bis 1868 war Tuckett Vizepräsident des Alpine Club in London. Am 17. Januar 1896 heiratete er 62-jährig in Neuseeland Alice Fox. 1913 starb Tuckett in Frenchay und wurde beim Meeting House der örtlichen Quäkergemeinde bestattet.
Nach ihm sind die Tuckettspitze (3462 m) und das Tuckettjoch (Passo di Tuckett, 3354 m) in den Ortleralpen benannt, auch die Tucketthütte (Rifugio Tuckett, 2271 m) in der Brenta und der Pass Bocca del Tuckett (2648 m) in der Brenta und die Punta Tuckett (3804 m) an der Grivola tragen seinen Namen.

## Alpinismus
1842 reiste Tuckett in Begleitung seines Vaters zum ersten Mal in die Alpen und besichtigte das Mer de Glace in Chamonix. Seine erste Erstbesteigung war das Aletschhorn, dessen Gipfel er am 18. Juni 1859 mit den Führern Johann Josef Benet, Peter Bohren und Victor Tairraz erreichte. Im Geiste des Alpinismus dieser Zeit legte Tuckett bereits hier Wert darauf, selbst in widrigsten Bedingungen nicht auf das Durchführen wissenschaftlicher Messungen zu verzichten. 1861 unternahm er erste Experimente zur Entwicklung eines höhentauglichen Schlafsackes, die er über mehrere Jahre erfolgreich fortführte. 1862 machte er sich mit Michel Croz, Peter Perren und Bartolommeo Peyrotte um die Erschließung der Dauphiné-Alpen verdient. Die geplante Erstbesteigung der Barre des Écrins (4102 m) gelang zwar nicht, er konnte jedoch mehrere Hochpässe erstmals überqueren.
1861 fand Tuckett mit Johann Josef Benet (1824–1864), Leslie Stephen und Melchior Anderegg sowie Peter Perren den heutigen Normalweg zum Mont Blanc. 1864 wandte er sich den Dolomiten zu. Zusammen mit Douglas William Freshfield durchquerte er ohne Kartenmaterial und mit wenig Ausrüstung die Palagruppe. Dies galt als hervorragende alpinistische Leistung und war wesentlich für die steigende Bekanntheit der Dolomiten in Alpinistenkreisen zu dieser Zeit. Darüber hinaus gelang ihm im selben Jahr mit T.F. und E.N. Buxton, Christian Michel und Franz Biner die Erstbesteigung des Monte Confinale (3370 m) und der Kristallspitzen (3480 m) sowie die erste gesicherte Besteigung der 3851 m hohen Königspitze. Wenig später fanden sie einen neuen Weg auf den Ortler (3905 m). 1865 konnte er mit Freshfield, James Backhouse, George Henry Fox, geführt von François Devouassoud und Peter Michel die Erstbegehung des Pizzo Tresero (3594 m), der Punta San Matteo (3678 m), des Großen Möseler (3478 m) und der Langtauferer Spitze (3529 m) durchführen. 1871 gelang ihm die Erstbesteigung der Cima Brenta (3151 m) mit Douglas William Freshfield, geführt von Henri Dévouassoud.
Edward Whymper bezeichnete Tuckett als „großen Alpinisten“, der „in den ganzen Alpen bekannt“ sei. Geoffrey Winthrop Young bescheinigte ihm einen „enzyklopädischen Zugang zum Bergsteigen“.

## Schriften
- A Pioneer in the High Alps: Alpine Diaries and Letters of F. F. Tuckett, 1856–1874. E. Arnold, London 1920.